# Pseudotocepheus radiatus
Pseudotocepheus radiatus är en kvalsterart som beskrevs av Hammer 1973. Pseudotocepheus radiatus ingår i släktet Pseudotocepheus och familjen Tetracondylidae. Inga underarter finns listade i Catalogue of Life.